# Assemblea cristiana evangelica
L'Assemblea cristiana evangelica è una Chiesa cristiana evangelica pentecostale italiana situata a Roma.

## Origine
La nascita della comunità risale al 1961, quando il pastore Roberto Bracco, rassegnando le dimissioni come pastore dalla chiesa di Via dei Bruzi, dell'Assemblee di Dio in Italia, cominciò un lavoro missionario in un nuovo quartiere di Roma. Pur mantenendo un rapporto di comunione con le ADI, svolse il suo lavoro in forma indipendente.
Roberto Bracco (1915-1983), rivestì la carica di Segretario Generale delle Assemblee di Dio in Italia dal 1947, ed ha fondato e diretto l'Istituto Biblico Italiano (IBI), la scuola biblica delle ADI, ha fondato e diretto la rivista "Risveglio Pentecostale", l'organo ufficiale delle ADI. Lasciò gli incarichi direttivi nell'ADI nel 1960, fondando nel 1961 l'Assemblea Cristiana Evangelica. Rientrò a fare parte del Consiglio generale delle Chiese ADI nel 1977, ma nel 1982 destò clamore la pubblicazione del libro "La verità vi farà liberi" in cui Bracco denunciava oltre che la perdita del fervore pentecostale anche l'atteggiamento verticistico e gerarchico dell'organizzazione ADI. La pubblicazione del libro comportò la immediata espulsione di Bracco dal movimento.
La sede della nuova comunità era in via Anacapri, 26. Dopo la morte di Roberto Bracco fu eletto pastore Raffaele Domenico Cananzi. A lui successe nel 1992 l'attuale pastore, Agostino Masdea.
A distanza di 16 anni dalla morte del pastore Bracco, il Comune di Roma ha assegnato all'Assemblea Cristiana Evangelica un lotto di terreno di 5300 m/q, su istanza che lo stesso pastore aveva presentata nel 1982. Nel dicembre 2003 sono iniziati i lavori di costruzione del nuovo edificio, nel quale la comunità si è trasferita dall'Ottobre 2005. L'Assemblea Cristiana Evangelica fa parte della Federazione delle Chiese pentecostali (FCP).